# Dylan Mayfair
Dylan Mayfair is een personage uit de Amerikaanse televisieserie Desperate Housewives, gespeeld door Lyndsy Fonseca.

## Verhaallijn
Dylan is de dochter van Katherine Mayfair en een onbekende vader. Ze was vijf jaar toen haar moeder in een razend tempo Wisteria Lane verliet en herinnert zich niets meer van haar periode op Wisteria Lane.
Haar beste vriendin was Julie Mayer. Zij is blij met de terugkeer van Dylan naar Wisteria Lane, maar Dylan kan zich Julie totaal niet meer herinneren. Dit is voor Julie heel raar: als ze door een doos met oude spullen snuisteren, kan Dylan geen van de spulletjes plaatsen. Zelfs haar eigen teddybeer is haar vreemd.
Katherine heeft Dylan verteld dat haar vader hen al heel vroeg heeft verlaten. Maar als Karen McCluskey het heeft over vroeger en vertelt dat haar vader vroeger vaak langskwam, wordt ze nieuwsgierig en gaat ze op zoek naar haar biologische vader, dit tot groot ongenoegen van Katherine.